# Sagenites
Sagenites is een geslacht van uitgestorven cephalopode Mollusca uit de onderklasse Ammonoidea, dat voorkwam in het Laat-Trias.

## Kenmerken
Deze koppotige kenmerkte zich door de beiderzijds samengedrukte, dichtgewonden schelp, wiens aanzicht een spirale en radiale versiering vertoonde, die over de schelprand heen liep. Het is mogelijk, dat zich op de schelp korte stekels hebben bevonden. De sutuurlijn was ingewikkeld. De diameter bedroeg ongeveer vijf tot 7,5 centimeter.

## Soorten
- Sagenites dickersoni Smith 1927 †
- Sagenites minaensis Taylor & Guex 2002 †
- Sagenites striata Taylor & Guex 2002 †